# Selenge
Selenge (burjat: Сэлэнгэ, tr. Selenge; mongolsk: Сэлэнгэ, tr. Selenge; russisk: Селенга, tr. Selenga) er en flod i Mongoliet og Rusland. Den dannes ved sammenløbet af floderne Delgermören og Ider og flyder herfra omkring 1.000 km mod østnordøst til Bajkalsøen, hvor den danner et delta på 680 km². Selenge er med sin gennemsnitlige vandføring på 935 m³/sek og længde på 1.024 km, og med kildefloden Ider på 452 km, den absolut største tilstrømning til Bajkalsøen. Det samlede flodløb, Ider-Selenge, er 1.476 km langt. Selenge er samtidigt den største biflod til Jenisej-Angara-flodsystemet.
Med Selenges ca. 615 km forløb før grænsen, er floden den femte længste af Mongoliets floder, de resterende 409 km af floden løber gennem Rusland. Med Ider, der med sine 452 km er den højre kildeflod, er det samlede flodforløb på 1476 kilometer.
Selenge er sejlbar til Sükhbaatar50°14′11″N 106°12′23″Ø / 50.23639°N 106.20639°Ø. Selenge er frosset fra november til april.

## Galleri
- Selenges floddelta set fra rummet, oktober 1994
- Selenga ved Ulan Ude